# Heinz Rosenberg
Heinz Rosenberg (Göttingen, 1921. szeptember 15. – 1997. augusztus 13.) németországi születésű író, holokauszttúlélő. 11 koncentrációs tábort járt meg, és egyike volt a minszki gettó 7 túlélőjének. Emlékeit The Years of Horror: An autentic Report címmel adta közre.

## Élete
Zsidó családban nőtt fel Göttingenben, az apja egy lenszövő gyár tulajdonosa volt. Rosenberget 1941-ben Minszkbe deportálták, ahol 2 évet töltött, ezalatt egy ideig a minszki katonai kórházban kezelték. Ezután számos koncentrációs és megsemmisítő tábort megjárt; volt Treblinkában, Plaszówban, Wieliczkában, Flossenbürgben, Sachsenhausenben és Bergen-Belsenben is. 1949-ben az Amerikai Egyesült Államokba emigrált, ahol felvette a Henry Robertson nevet. A The Years of Horrort (1985) című könyvét mégis eredeti nevén publikálták.

## Művei
- The Years of Horror: An Authentic Report, New York, 1985
- Jahre des Schreckens. "…und ich blieb übrig, daß ich Dir’s ansage", Steidl, Göttingen, 1985, ISBN 3-88243-238-1

## Fordítás
- Ez a szócikk részben vagy egészben  a   Heinz Rosenberg című angol Wikipédia-szócikk ezen változatának fordításán alapul.  Az eredeti cikk szerkesztőit annak laptörténete sorolja fel. Ez a jelzés csupán a megfogalmazás eredetét és a szerzői jogokat jelzi, nem szolgál a cikkben szereplő információk forrásmegjelöléseként.